# 陳景韶
陳景韶（?—?），福建省福州府侯官縣人，清朝政治人物、同進士出身。
光緒二十四年（1898年），参加光緒戊戌科殿試，登進士三甲164名。同年五月，著交吏部掣签分发各省，以知县即用。任江苏丹徒知县，署长州、丹阳等县知县。